# Neomaenas ljungnerae
Neomaenas ljungnerae är en fjärilsart som beskrevs av Felix Bryk 1945. Neomaenas ljungnerae ingår i släktet Neomaenas och familjen praktfjärilar. Inga underarter finns listade i Catalogue of Life.